# Roscales de la Peña

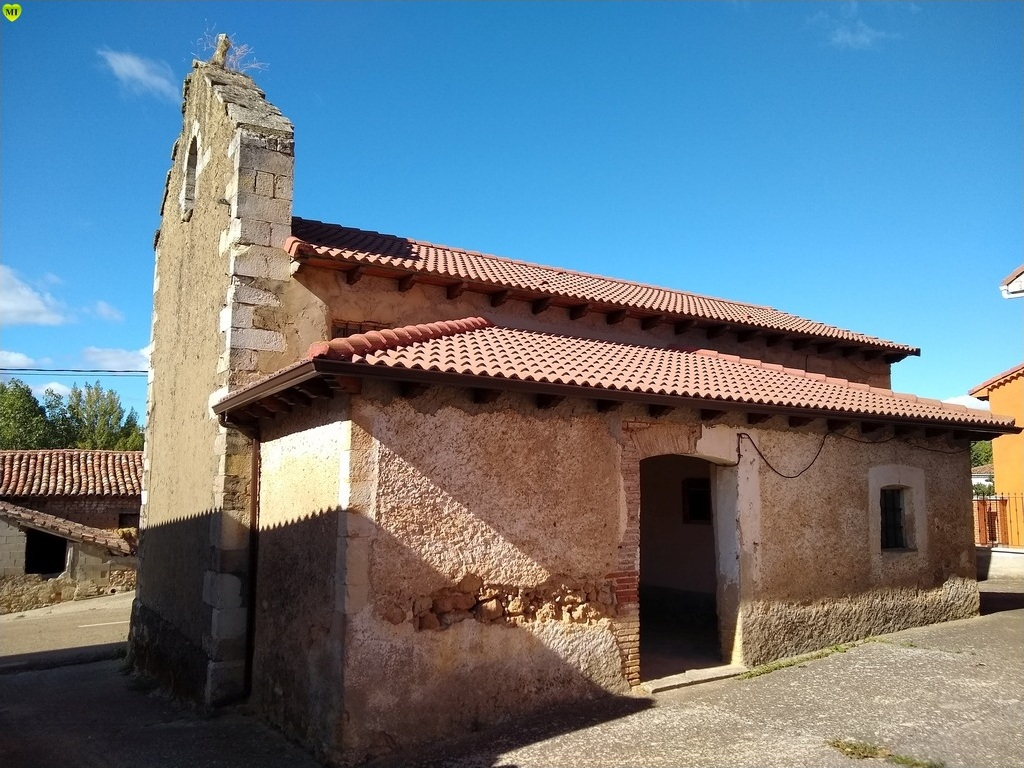
Ermita del Rosario

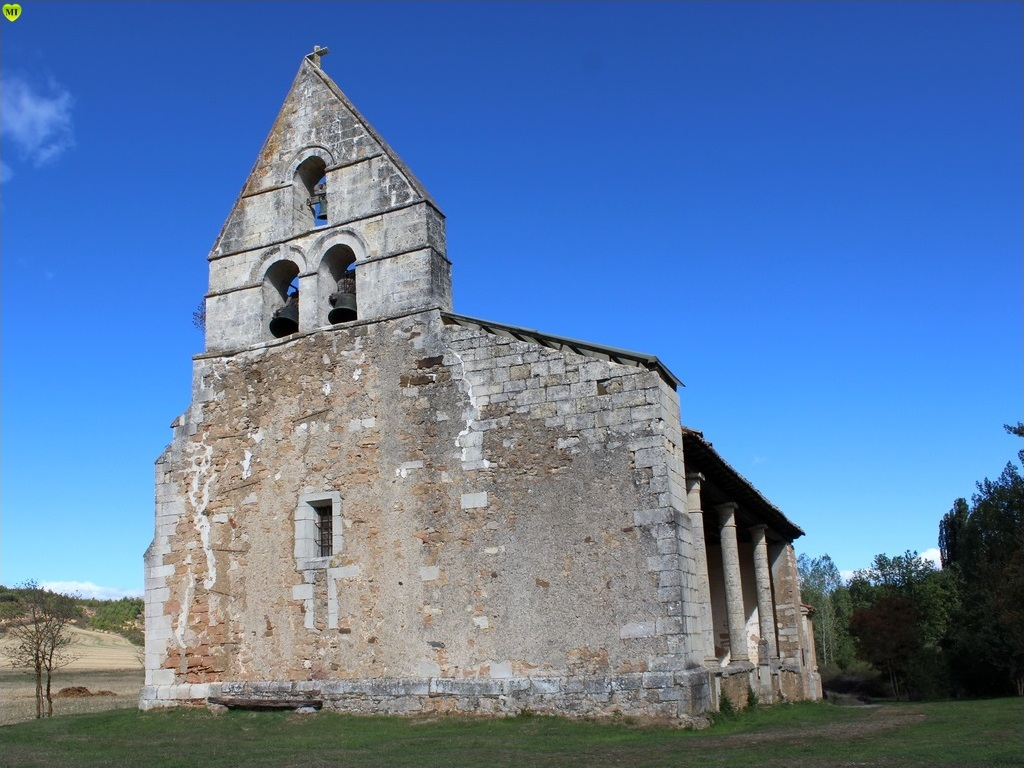
Iglesia de El Salvador

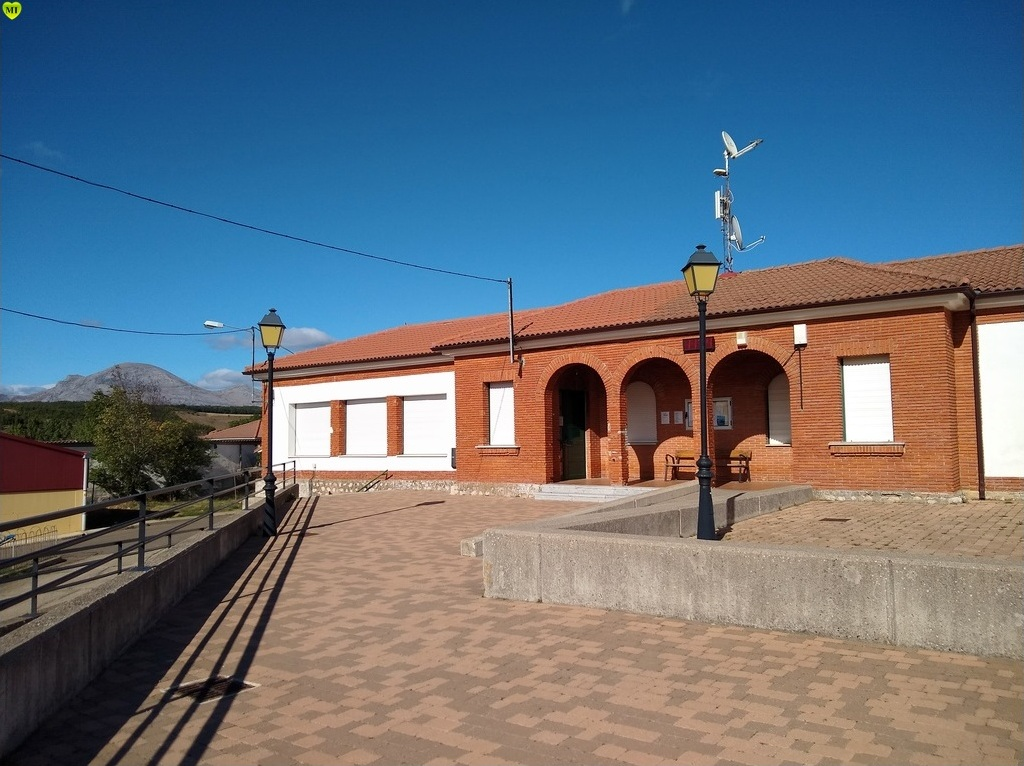
Escuelas y Ayuntamiento

Roscales de la Peña es una localidad del municipio de Castrejón de la Peña en la provincia de Palencia, en la Comunidad Autónoma de Castilla y León, España. Está a una distancia de 9 km de Castrejón de la Peña, la capital municipal, en la comarca de Montaña Palentina. Ubicada a los pies de la ruta Jacobea que unía San Vicente de la Barquera con Carrión de los Condes a través del Camino Real de la Valdavia.

## Situación
Se encuentra en la parte norte de la provincia de Palencia, en la comarca de la Montaña Palentina y se llega a la localidad a través de la Carretera Comarcal P-225.
Limita al NE con Loma de Castrejón, Cubillo de Castrejón y Castrejón de la Peña, al N con Pisón de Castrejón, al NE con Recueva de la Peña, al SE con Riosmenudos de la Peña y al S con Congosto de Valdavia

## Demografía
Evolución de la población en el siglo XXI

Tabla con la evolución del número de hombres ,mujeres y total a lo largo de los años.
| Gráfica de evolución demográfica de Roscales de la Peña entre 2000 y 2023 |
|                                                                           |
| Población de derecho (2000-2020) según el padrón municipal del INE        |

## Fiestas
Las fiestas de este pueblo castellano son en agosto. El 14 de septiembre es la Exaltación de la Cruz. 

## Alojamientos
La localidad cuenta con una casa rural (Casa Rural La Tila) en la que los turistas pueden pernoctar. 

## Medios de comunicación
- Homenaje a los mayores (2017)